# Alectoria (insecten)
Alectoria is een geslacht van rechtvleugeligen uit de familie sabelsprinkhanen (Tettigoniidae). De wetenschappelijke naam van dit geslacht is voor het eerst geldig gepubliceerd in 1879 door Brunner von Wattenwyl.

## Soorten
Het geslacht Alectoria  is monotypisch en omvat slechts de volgende soort:
- Alectoria superba (Brunner von Wattenwyl, 1879)